# Temporada de tifones del Pacífico de 1927
En 1927, se observaron 27 ciclones tropicales en el Océano Pacífico occidental, al norte del ecuador y al oeste del meridiano 180. Muchas de estas tormentas afectaron a Filipinas, China y Japón, dejando en conjunto 15.952 muertos. La tormenta más fuerte del año también tuvo la presión barométrica más baja registrada en un ciclón tropical en todo el mundo en ese momento. El 18 de agosto, el vapor holandés Sapoeroea registró una presión barométrica de 886,7 milibares (26,185  pulgadas de mercurio) a unos 740 kilómetros (460 millas) al este de Luzón. Este tifón azotó más tarde cerca de Hong Kong, donde detuvo el transporte, destruyó edificios y mató a 15 personas.
La primera tormenta del año se originó cerca de las Islas Carolinas el 12 de febrero, que volcó el carguero Elkton y provocó la pérdida de su tripulación de 36 personas. Se observaron tormentas en cada mes subsiguiente del año. En mayo, un tifón destrozó el ferry de pasajeros SS Negros cerca de la provincia filipina de Romblón y mató a 108 personas. Un tifón en julio mató a unas 10.000 personas en China, la mayoría relacionadas con las inundaciones de las montañas cerca de Zhangzhou, dejando a unas 100.000 personas sin hogar. Un mes después, el tifón en China mató a unas 5.000 personas y dañó casi 20.000 casas. En septiembre, un intenso tifón atravesó Japón casi al mismo tiempo que un terremoto submarino afectó a la región; los desastres concurrentes matado a cerca de 600 personas, después un tsunami de 3 metros (10 pies) lavó barcos y casas a lo largo de la costa. Otro tifón chino en septiembre mató a 5.000 personas. La última tormenta del año se disipó el 19 de diciembre al oeste de Filipinas.

## Resumen de temporada
El Observatorio de Hong Kong (HKO) rastreó 21 sistemas tropicales durante el año, luego denominados "depresiones". De estas tormentas, se estimó que 19 habían alcanzado el estado de tifón, que tiene vientos máximos sostenidos de al menos 119 km / h (74 mph). La HKO distribuyó avisos de tormenta a 86 estaciones meteorológicas o funcionarios, incluso por teléfono por primera vez. Durante el año, 11 ciclones tropicales pasaron cerca de Filipinas, de los cuales siete cruzaron tierra; cuatro de ellos fueron tifones. Las tormentas menos que el promedio en el archipiélago resultaron en lluvias por debajo del promedio en el oeste de Luzón. El fondo de seguros del gobierno de Filipinas reclamó $16.149,25 en daños, la mayoría relacionados con una emisora de radio que fue destruida en Baler.

## Sistemas

### febrero a junio
El primer ciclón tropical observado en 1927 se observó el 12 de febrero al sureste de Yap en las Islas Carolinas. Se movió hacia el oeste-noroeste, pasando cerca del atolón Ngulu el 14 de febrero. La tormenta se observó por última vez el 16 de febrero después de volver hacia el noreste. Yap registró una presión barométrica de 986 mbar (29,11 inHg), lo que sugiere que la tormenta fue un tifón. El 15 de febrero, el carguero Elkton envió una señal de socorro en medio de la tormenta a unos 870 km (540 millas) al noroeste de Guam. Cuando llegó el SS Liberator al día siguiente, solo observó 520 km2 (200 millas cuadradas) parche de aceite; esto sugirió que el barco, su tripulación de 36 personas y el valor de $ 1 millón en azúcar a bordo, se habían hundido. La Armada de los Estados Unidos desplegó cuatro destructores desde Manila , pero no pudo encontrar los restos.
Un ciclón tropical de corta duración se observó por primera vez el 19 de marzo, al este de Mindanao en Filipinas. El sistema avanzó hacia el noroeste a través de las Bisayas Orientales, disipándose el 20 de marzo sobre Masbate. El 1 de abril, una tormenta tropical se formó al suroeste de Taiwán y avanzó hacia el noreste, pasando entre la isla y el norte de Filipinas; la tormenta se notó por última vez el 4 de abril al sur de Japón.
Ya el 22 de mayo, existía un ciclón tropical al este de la isla filipina de Sámar. Siguiendo hacia el oeste-noroeste, la tormenta tenía la intensidad de un tifón cuando golpeó el este de Luzón el 26 de mayo cerca de Baler, donde se registró una presión de 994 mbar (29,35 inHg). El centro se interrumpió mientras atravesaba la isla, emergiendo hacia el Mar de la China Meridional cerca de Dagupan. Se redujo a una deriva hacia el noroeste, disipándose el 1 de junio al sureste de China. El 28 de mayo, el ferry de pasajeros SS Negros se hundió cerca de Romblon durante el tifón, con la pérdida de 108 de las 178 personas a bordo.
Otra tormenta apareció al este de Filipinas el 26 de mayo, ubicada al sur de Yap. Inicialmente, el sistema se movió hacia el oeste-noroeste, pasando sobre Palaos, donde el 80% de las casas fueron destruidas; los daños se estimaron en 400.000 yenes. La tormenta giró hacia el norte-noroeste, luego se volvió hacia el oeste-noroeste, alcanzando el canal de Balintang al norte de Luzón el 2 de junio. Ese día, la ciudad de Basco, Batanes en la vía fluvial registró una presión de 973 mbar (28,73 inHg). El 3 de junio, la tormenta cruzó Taiwán y se dirigió hacia el noreste. Se observó por última vez el 6 de junio, justo al sur de la isla japonesa de Kyūshū.

### julio
Un ciclón tropical se observó por primera vez el 11 de julio al este de Luzón. Se movió generalmente hacia el oeste-noroeste durante unos días antes de curvarse hacia el noroeste. El 15 de julio, el vapor Tjikandi encontró el tifón, estimando vientos de 160 km/h (100 mph); dos intendentes fueron arrastrados por la borda y la barandilla y las escotillas destrozadas. El 17 de julio, el tifón azotó el sureste de Taiwán y atravesó la parte sur de la isla, donde Hengchun registró una presión barométrica de 978 mbar (28,89 inHg). Al cruzar el Estrecho de Taiwán, la tormenta entró en el sureste de China cerca de Xiamen el 17 de julio y se disipó al día siguiente.
El 20 de julio, un ciclón tropical se desarrolló al este de Luzón y avanzó hacia el oeste-noroeste. Tres días después, la tormenta azotó la provincia de Isabela en el este de Luzón. Se movió hacia el noroeste una vez en el Mar de China Meridional, pasando cerca de la Islas Pratas. El 25 de julio, el presidente de las SS Madison se encontró con la tormenta cerca de la costa de China, informando vientos con fuerza de huracán y una presión mínima de 975 mbar (28,80 inHg). Ese día, el tifón llegó a tierra cerca de Hong Kong, donde los vientos alcanzaron los 116 km/h (72 mph). También cerca de Hong Kong, un junco chino se hundió, matando a 191 personas, mientras que los pasajeros fueron rescatados por el vapor Wing On. La tormenta se curvó hacia el suroeste sobre la tierra, disipándose el 27 de julio. Las inundaciones a lo largo del río Jiulong mataron a 10.000 personas por ahogamiento, principalmente en áreas montañosas cerca de Zhangzhou. Las inundaciones dejaron sin hogar a otras 100.000 personas y causaron daños por 2 millones de dólares.

### agosto
La edición de agosto de la revista Monthly Weather Review señaló un pequeño tifón al oeste de las Islas Ryūkyū entre el 2 y el 4 de agosto, que se desplazó hacia el norte y "no fue de gran importancia". Se informó por primera vez de un ciclón tropical el 6 de agosto al este de Luzón y al norte de Yap. Se movió hacia el noroeste, giró hacia el noreste y se volvió hacia el noroeste a través de las islas Ryukyu del sur. A medida que se acercaba a la costa oriental de China, el tifón giró más hacia el norte y luego cruzó la península de Corea; se informó por última vez el 10 de agosto frente a la costa este de la península. Otra tormenta se originó al norte de Yap el 11 de agosto y se movió generalmente hacia el noroeste. El 16 de agosto, el tifón azotó el sureste de Taiwán y cruzó la isla. La tormenta avanzó hacia el oeste, cruzó el Estrecho de Taiwán y se trasladó a la costa sureste de China, disipándose el 17 de agosto.
El 13 de agosto, se observó un ciclón tropical al sur de Guam. Se movió hacia el oeste-noroeste y alcanzó una gran intensidad. El 18 de agosto, el vapor holandés Sapoeroea registró una presión barométrica de 886,7 mbar (26,185 inHg) a unos 740 km (460 millas) al este de Luzón. Esta fue la presión más baja registrada en un ciclón tropical en ese momento, hasta que un avión de los cazadores de huracanes lanzó una sonda de caída en el tifón Ida en 1958 y registró una presión de 877 mbar (25,91 inHg). Temprano el 19 de agosto, el tifón pasó cerca de Aparri en el norte de Luzón, que registró una presión de 969 mbar (28,60 inHg). Los fuertes vientos de la tormenta afectaron a las provincias de Cagayán, Montaña, Ilocos Norte e Ilocos Sur. Avanzando hacia el Mar de China Meridional, el tifón se acercó a 16 km (10 millas) de la isla Pratas el 20 de agosto, donde se registraron vientos de fuerza 11. Más tarde ese día, la tormenta pasó a unos 95 km (60 millas) al sur de Hong Kong, donde las ráfagas de viento alcanzaron los 187 km / h (116 mph). En Cheung Sha Wan, el tifón destruyó 120 edificios y todo el barrio de chabolas de Kowloon Tong estaban arruinados. El servicio de transbordador y tranvía se detuvo y un autobús se volcó en Salisbury Road. En todo Hong Kong, 11 barcos naufragaron, 15 personas murieron y otras 22 resultaron heridas. Continuando por el sur de China, la tormenta se observó por última vez el 22 de agosto.
Ya el 19 de agosto, un ciclón tropical estaba cerca y al sur de Guam. Su trayectoria se curvaba desde el oeste-noroeste hacia el norte, derivando en ocasiones al oeste de las Islas Marianas. El tifón giró hacia el noroeste y se acercaba a las islas Ryukyu el 27 de agosto. Girando hacia el oeste y luego hacia el oeste-suroeste, la tormenta se movió a través de Taiwán y se movió hacia el Mar de China Meridional. El tifón llegó a las costas del sur de China en Guangdong el 30 de agosto o después al oeste de Hong Kong. En la provincia, el tifón y las olas que lo acompañaron mataron a 5.000 personas. Más de 20.000 viviendas resultaron dañadas y alrededor de 400 embarcaciones naufragaron, con daños estimados en 1 millón de dólares.
La última tormenta de agosto también se originó cerca de Guam el 25 de agosto. Se movió hacia el noroeste y se intensificó hasta convertirse en un tifón, que luego giró hacia el noreste y permaneció al sur de Japón. La tormenta se notó por última vez el 2 de septiembre al este de Japón.

### septiembre
Un tifón se observó por primera vez el 9 de septiembre al noreste de Filipinas. Pasando Guam dos días después, su trayectoria hacia el norte se desplazó hacia el noreste hacia Japón. El tifón azotó Kyushu el 13 de septiembre, descrito en el Monthly Weather Review como "el sentimiento más severo allí en los últimos años". Casi al mismo tiempo, un terremoto submarino afectó a la región, lo que provocó un tsunami de 3,0 m (10 pies) que arrasó edificios a lo largo de la costa y llevó barcos dos millas tierra adentro. Los periódicos informaron de casi 600 muertes durante el tifón y el terremoto. Inundación del río en Ōmurainundó 5.000 casas, dejando a 15.000 personas sin hogar. La tormenta arruinó los campos de arroz, lo que provocó un aumento de los precios. En todo Kyushu, el tifón inundó o destruyó los techos de miles de casas. El tifón atravesó el sur de Japón y se observó por última vez el 15 de septiembre cerca de las islas Kuriles.
Un tifón se acercó al este de Luzón el 16 de septiembre y cruzó la isla al día siguiente. En el municipio de Baler, en la costa este, se registró una presión mínima de 969 mbar (28,63 inHg). El ojo del tifón pasó y casi destruyó la ciudad. Un tornado generado por el tifón azotó Gran Manila. El tifón avanzó hacia el oeste en el Mar de China Meridional, luego se curvó hacia el noroeste y entró en el Golfo de Tonkin cerca de la isla de Hainan . Después de la tormenta, el gobierno filipino brindó ayuda a los residentes.
El 20 de septiembre, se observó un ciclón tropical al sur de Guam, que avanzó hacia el norte a través de las Islas Marianas del Norte. Giró hacia el noroeste, pero se curvó hacia el noreste el 22 de septiembre. Pasando al sur de Japón, la tormenta se observó por última vez dos días después. Se observó otra tormenta el 23 de septiembre al sur de las islas Ryukyu. Se movió hacia el noreste al principio antes de ejecutar un bucle en su pista, pasando por las islas Ryukyu. La tormenta avanzó hacia el noreste, permaneciendo al sur de Japón, y se observó por última vez el 29 de septiembre. La última tormenta del mes se observó por primera vez el 29 de septiembre cerca de Guam. Moviéndose generalmente hacia el noroeste al principio, se volvió hacia el noreste el 30 de septiembre y se observó por última vez dos días después al sureste de Japón. Mientras estaba cerca de las Islas Ogasawara, una estación registró una presión mínima de 989 mbar (29,23 inHg).
El 26 de septiembre, un tifón azotó China y mató a unas 5.000 personas.

### octubre a diciembre
Se observó por primera vez un tifón al suroeste de Guam el 1 de octubre, que avanzó de manera constante hacia el oeste. El 4 de octubre, la tormenta cruzó las Filipinas, ingresando desde Borongan en Sámar Oriental a Cápiz y al Mar de la China Meridional. Se produjeron graves daños a lo largo del camino y varios barcos naufragaron en Capiz, lo que provocó varias muertes. La isla de Mindoro perdió comunicaciones con Manila durante la tormenta. Moviéndose hacia el oeste-noroeste, la tormenta se trasladó a la costa este de Vietnam el 8 de octubre cerca de Đà Nẵng. Otro tifón siguió un camino similar, se originó cerca de Guam el 4 de octubre y avanzó hacia el oeste. Cinco días después, la tormenta azotó la provincia filipina de Camarines Norte, causando daños a medida que avanzaba hacia el oeste a través de Luzón. Moviéndose a través del Mar de China Meridional, la tormenta azotó la costa este de lo que entonces era Indochina el 11 de octubre.
Se observó un tifón el 13 de octubre al este de Guam, que se movió generalmente hacia el noroeste durante tres días; luego, volvió hacia el noreste, y se informó por última vez el 18 de octubre. Otro tifón se originó al sureste de Guam el 19 de octubre. Se movió generalmente hacia el oeste hacia Filipinas antes de curvarse más hacia el norte el 24 de octubre. la pista se desplazó hacia el noreste y el tifón pasó entre Japón y las islas Bonin. Se observó por última vez el 30 de octubre.
El 17 de noviembre, se originó un tifón al oeste de Guam, que se movió lentamente hacia el oeste o el oeste-noroeste. Se acercó al este de Filipinas pero permaneció al este del grupo de islas. El 22 de noviembre, el tifón se curvó hacia el noreste, permaneciendo al sur de Japón. Otra tormenta apareció el 22 de noviembre al noroeste de la tormenta anterior, justo al noreste de Samar. Se movió hacia el noroeste al principio, pero volvió hacia el noreste lejos de Luzón, y se informó por última vez el 24 de noviembre. Ese mismo día, se observó un tifón al sureste de Guam y avanzó hacia el oeste. La tormenta pasó cerca de Yap el 25 de noviembre y luego giró hacia el norte. Dos días después, un barco de la Armada de los Estados Unidos se encontró con la tormenta. El 29 de noviembre, una tormenta pasó cerca de las islas Bonin, pero no se sabía si era el primer tifón del mes cerca de Filipinas o la tormenta que afectó a Yap. Esta tormenta se observó por última vez el 30 de noviembre.
Una tormenta apareció al oeste de Yap el 3 de diciembre. Moviéndose hacia el oeste-noroeste, atravesó las islas Visayas y Mindoro en el centro de Filipinas. En el Mar de China Meridional, la tormenta avanzó hacia el oeste-suroeste y se observó por última vez el 9 de diciembre. El sistema final de la temporada se originó el 18 de diciembre al sureste de Zamboanga en el sur de Filipinas. Se movió hacia el noroeste y un día después se disipó en el Mar de Joló.